# Paul Thorn

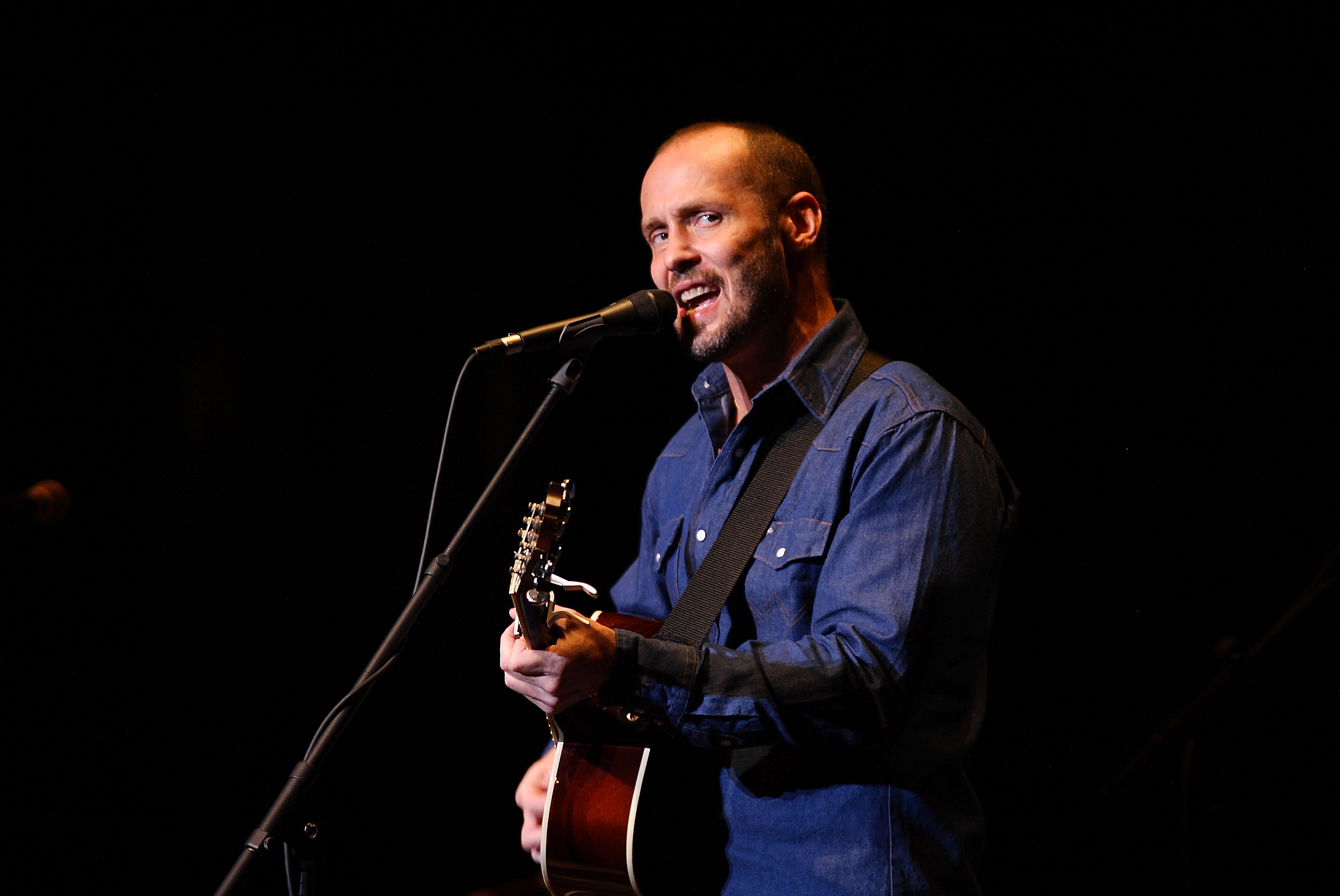
Paul Thorn, 2009

Paul Thorn (* 13. Juli 1964 in Kenosha, Wisconsin) ist ein US-amerikanischer Singer-Songwriter, dessen Stil eine Mischung von Blues, Alternative Country und Roots Rock ist.

## Leben
Thorns Familie zog mit ihm als Kleinkind nach Tupelo, Mississippi um, wo er aufwuchs. Er ist der Cousin von Stan Thorn, dem Keyboardspieler der Band Shenandoah. Bevor er seine Musiklaufbahn begann, war Thorn für kurze Zeit Berufsboxer und kämpfte in einem vom Fernsehen in den gesamten USA übertragenen Kampf gegen den früheren Weltmeister Roberto Durán. Außerdem gewann er eine Meisterschaft im Mittelgewicht für den Mittleren Westen in Memphis, Tennessee.
In den folgenden Jahren spielte Thorn in den örtlichen Clubs und arbeitete in einer Möbelfabrik. Der Musikmanager Miles Copeland, ein Bruder des Schlagzeugers Stewart Copeland von der Band The Police, entdeckte seine Fähigkeiten. Er unterschrieb einen Plattenvertrag mit A&M Records und produzierte 1997 sein erstes Album Hammer & Nail. Es folgten sieben weitere Alben und Fernsehaufnahmen unter anderem Jimmy Kimmel live! Anfang 2008. 
Thorn spielte vor dem Auftritt bei Konzerten verschiedener bekannter Künstler, so zum Beispiel Sting, John Prine, Marianne Faithfull, Mark Knopfler, Robert Cray, Bonnie Raitt, Toby Keith und Jeff Beck.
Er tritt sowohl als Solokünstler als auch mit seiner Band auf.

## Diskografie
- 1997: Hammer and Nail
- 1999: Ain’t Love Strange
- 2000: Short Street Package Store (Live)
- 2002: Mission Temple Fireworks Stand
- 2004: Are You With Me?
- 2008: A Long Way from Tupelo
- 2010: Pimps and Preachers
- 2012: What the Hell Is Goin’ On?
- 2014: Too Blessed to Be Stressed
- 2016: The Best of Paul Thorn
- 2018: Don’t Let the Devil Ride